# Ballspielverein Cloppenburg
Il Ballspielverein Cloppenburg e.V. von 1919, citato anche come BV Cloppenburg, più semplicemente Cloppenburg o con la sigla B.V.C., è una squadra di calcio femminile tedesca, sezione femminile dell'omonimo club con sede a Cloppenburg, capoluogo dell'omonimo circondario (Landkreis) della Bassa Sassonia (Niedersachsen).
Istituita nel 2008, quando la società ha assorbito la precedente SV Höltinghausen, disputa le partite interne al pk sportpark, impianto che condivide con la controparte maschile. Nel 2020 è stata aperta una procedura fallimentare, la squadra è stata ritirata dalla in 2. Frauen-Bundesliga ed è rimasta inattiva.
La squadra ha guadagnato la promozione in 2. Frauen-Bundesliga già alla sua seconda stagione. Nella stagione del debutto in cadetteria ha raggiunto il penultimo nel gruppo Nord e ha dovuto disputare uno spareggio retrocessione contro l'SV Löchgau, tuttavia l'incontro venne annullato a causa del ritiro dell'Amburgo evitando a entrambe la retrocessione. Il miglior risultato raggiunto è stata la promozione in Frauen-Bundesliga e l'undicesimo posto nel campionato 2013-2014 con conseguente retrocessione.

## Palmarès
- Campionato tedesco di seconda divisione: 1

2012-2013

## Organico

### Rosa 2018-2019
Rosa, ruoli e numeri di maglia estratti dal sito societario e dal sito Soccerway.com, aggiornati al 27 gennaio 2019.
| N. |                          | Ruolo | Calciatrice        |
| -- | ------------------------ | ----- | ------------------ |
| 1  | Germania (bandiera)      | P     | Vanessa Fischer    |
| 2  | Germania (bandiera)      | D     | Lena Hasenkamp     |
| 3  | Germania (bandiera)      | D     | A. Johanning       |
| 4  | Polonia (bandiera)       | A     | Silvana Chojnowski |
| 5  | Germania (bandiera)      | D     | Sarah Geerken      |
| 6  | Germania (bandiera)      | C     | P. Siegel          |
| 7  | Nuova Zelanda (bandiera) | C     | Jana Radosavljević |
| 9  | Albania (bandiera)       | A     | Saranda Hashani    |
| 10 | Germania (bandiera)      | C     | L. Josten          |
| 11 | Polonia (bandiera)       | A     | Agnieszka Winczo   |
| 13 | Germania (bandiera)      | A     | Nadine Luker       |
| 14 | Giappone (bandiera)      | D     | Natusuki Kishikawa |
| 15 | Grecia (bandiera)        | C     | Charoula Dimitriou |

| N. |                        | Ruolo | Calciatrice    |
| -- | ---------------------- | ----- | -------------- |
| 16 | Germania (bandiera)    | D     | C. Flach       |
| 17 | Germania (bandiera)    | A     | M. Meyer       |
| 18 | Germania (bandiera)    | D     | Jessica Müller |
| 19 | Germania (bandiera)    | C     | A. Moraitou    |
| 22 | Germania (bandiera)    | D     | D. Löwenberg   |
| 23 | Paesi Bassi (bandiera) | D     | Dorien Landman |
| 24 | Germania (bandiera)    | C     | J. Haar        |
| 25 | Germania (bandiera)    | C     | M. Kaiser      |
| 27 | Germania (bandiera)    | C     | I. Wübbenhorst |
| 28 | Germania (bandiera)    | P     | Alexadra Crone |
| 29 | Germania (bandiera)    | C     | E. Reck        |
| 30 | Germania (bandiera)    | C     | Martha Müller  |
| 33 | Stati Uniti (bandiera) | A     | Jannelle Flaws |